# Ghilimele
Ghilimelele (sau semnele citării) sunt semne grafice pereche, folosite de regulă pentru a marca un fragment reprodus întocmai după cum a fost spus sau scris de cineva. Ele se plasează la începutul și la sfârșitul pasajului citat, indiferent de lungimea acestuia, deși unele stiluri de redactare pot prevedea și alte reguli. Ghilimelele se pot folosi și în alte scopuri, de exemplu pentru a marca o denumire, un titlu, o ironie etc.
Forma grafică a semnelor citării și regulile care le stabilesc uzul diferă de la o limbă la alta.

## În limba română
Scopul principal al ghilimelelor în limba română este de a marca un citat. De exemplu, în piesa O scrisoare pierdută, personajul Pristanda spune:
― Nevasta zice, pardon: „Dezbracă-te, Ghiță, și te culcă.”
Un alt scop al ghilimelelor este acela de a marca folosirea ironică a unui cuvânt sau a unei expresii sau în general de a sublinia ideea că acestea se folosesc cu un alt sens decât cel obișnuit sau într-o manieră neconvențională:
- Deținuții au primit „masa de seară”, adică o zeamă lungă și câte un colț de pâine uscată.
- ADN-ul este „rețeta” necesară sintezei de proteine.

Ghilimelele se folosesc pentru a menționa cuvinte (prin contrast cu a le folosi), mai ales în condițiile în care nu este posibilă aplicarea caracterelor cursive, preferate pentru astfel de cazuri:
- Pisica este un mamifer. (Cuvântul pisica e folosit efectiv, cu sensul obișnuit.)
- „Pisica” este un substantiv. (Cuvântul pisica este doar menționat, în calitate de cuvânt.)

Tot ghilimelele se mai folosesc și pentru a marca titlul unei opere literare, muzicale etc., în special când e vorba de o lucrare de dimensiuni reduse sau care e parte a unui ansamblu mai mare:
- poezia „Somnoroase păsărele” a lui Eminescu
- bagatela „Für Elise” a lui Beethoven
- episodul „Cântecul sirenei” din filmul Toate pânzele sus!

Similar, ghilimelele marchează denumirea altor entități: Festivalul Internațional „Cerbul de Aur”
De asemenea, ghilimelele se folosesc pentru a marca numele unor personalități atunci când acestea apar în denumirile unor instituții sau evenimente:
- Liceul de Arte Plastice „Nicolae Tonitza”
- Universitatea Populară „Nicolae Iorga”
- Festivalul „George Enescu”

### Citat în citat
Tot pentru citare se folosesc așa-numitele ghilimele franțuzești, «...». Acestea devin necesare atunci când un citat, marcat cu ghilimele românești, conține la rândul lui un alt citat sau un alt fragment care trebuie marcat cu ghilimele:
- Mediafax relatează că „publicul a scandat «bravo» până ce soprana a ieșit de pe scenă”.

Nu există forme standardizate pentru un al treilea nivel de citare.

### Tehnoredactare
În tipărituri și în materiale digitale apar diferite variante de ghilimele:
- „...” — ghilimele 99 jos, 99 sus
- „...“ — ghilimele 99 jos, 66 sus
- “...” — ghilimele 66 sus, 99 sus
- "..." — ghilimele „unisex”

Totuși, în ciuda uzului variat, din 1995 forma standard a ghilimelelor folosite în limba română este „...” (99 jos, 99 sus) despre care Academia Română afirmă că este singura formă admisă.
În tehnoredactarea românească, de regulă între ghilimele — atât cele românești cât și cele franțuzești — și textul inclus nu se lasă spațiu. În schimb se lasă spațiu în exteriorul ghilimelelor.
În general, punctuația textului în raport cu ghilimelele urmează regula: dacă textul citat este o frază întreagă sau o secvență de fraze, semnul de punctuație final (punctul, semnul exclamării, al întrebării etc.) se pune în interiorul ghilimelelor. Altfel citatul se consideră a fi un fragment din fraza exterioară, iar semnul de punctuație final se trece în exterior:
- Traian Băsescu a spus: „Iarna nu-i ca vara.”
- Traian Băsescu a spus că iarna e grea și că „nu-i ca vara”.

Ghilimelele folosite în limba română au codurile Unicode U+201E (pentru caracterul „) și U+201D (pentru caracterul ”). De asemenea se pot obține cu Alt+0132 („) și Alt+0148 (”).